# 1887 год в театре
1887 год в театре

## События
- 25 мая, Париж  — в театре «Фавар» во время представления оперы Амбруаза Тома «Миньона[англ.]» начался пожар, во время которого погибло 87 человек. Новый, третий по счёту, зал для труппы Опера-Комик был открыт лишь десять лет спустя, в 1898 году.

### Премьеры
- 19 ноября, Москва — в театре Корша состоялась премьера спектакля А. П. Чехова «Иванов»; за несколько дней до этого состоялась её премьера в Саратове.

## Деятели театра

### Родились
- 24 февраля, Стокгольм — Мартин Штернер[швед.], шведский актёр и режиссёр.
- 25 февраля — Лесь Курбас, украинский и советский актёр, театральный режиссёр.
- 27 февраля — Анастасия Дическу, румынская оперная певица, музыкальный педагог. Первый директор Бессарабской оперы.
- 6 марта, Санкт-Петербургский уезд — Константин Скоробогатов, актёр театра и кино, лауреат Сталинской премии (1951), народный артист СССР (1953).
- 29 апреля, Воронеж — Леонид Вивьен, актёр, режиссёр и театральный педагог, лауреат Сталинской премии (1951), народный артист СССР (1954).
- 23 августа, Тифлис — Александр Инашвили, оперный певец, режиссёр и педагог, народный артист СССР (1950).
- 28 августа, Оренбург — Владимир Уральский, актёр театра и кино.

### Скончались
- 17 мая — Луи-Жозеф Альвен, бельгийский драматург.